# ロビーナ (ロボット)

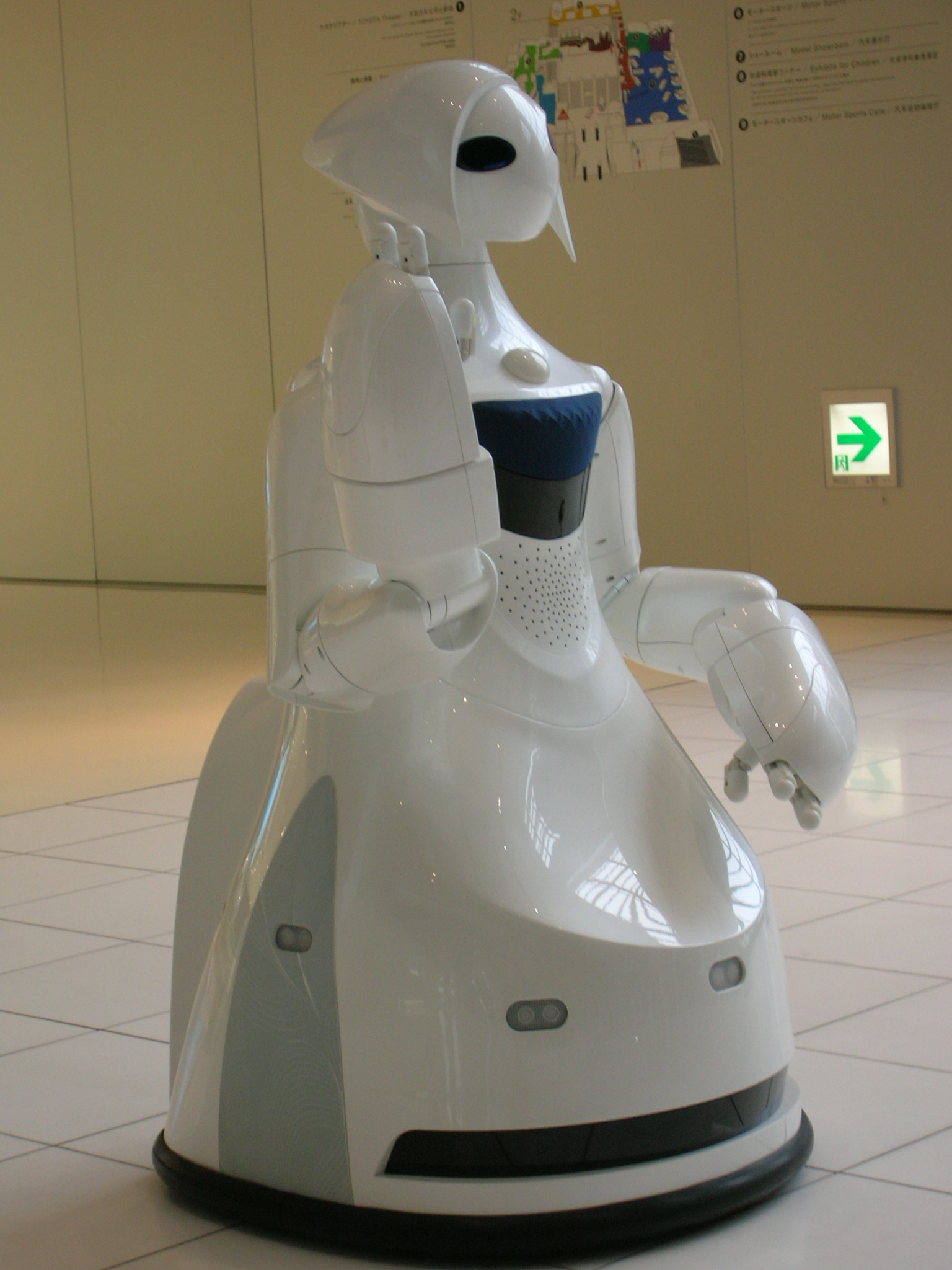
トヨタ・TPR-ROBINA（トヨタ会館 2007年）

ロビーナ（TPR-ROBINA）はトヨタ自動車が開発したロボット。
来場者を先導して施設内を案内する事を目的としており、画像認識機能で来場者が付けた名刺タグを識別して身振り手振りや音声対話によって案内ができる。また、自律移動とセンサーによる障害物の自動回避の機能を搭載する。TPR という型番などからもトヨタ・パートナーロボットの新型と見ることが出来るが、同シリーズで「名前」を与えられたものはこのロビーナが初めて。なお、ロビーナ(ROBINA)という名前は「ROBot as INtelligent Assistant」の頭文字から付けられたという。
2007年8月27日からトヨタ会館で運用が開始され、施設案内を1日に1回行っている。

## スペック
- 身長 - 1200ミリ[1]
- 重量 - 60キログラム[1]
- 移動方式 - 車輪[2]
- 最大速度 - 3.6km/h[2]
- 駆動時間 - 約1時間[2]
- 自由度 - 27[2]